# Thea Astley
Pour les articles homonymes, voir Astley.
Thea Astley, née à Brisbane le 25 août 1925 et morte à Byron Bay le 17 août 2004, est une romancière et écrivaine australienne.  
Elle est une écrivaine prolifique publiée pendant plus de 40 ans à partir de 1958.  Au moment de son décès, elle a remporté plus de fois le prix Miles-Franklin, le plus important prix littéraire australien, qu'aucun autre écrivain.  
En plus d’être écrivaine, elle est enseignante à tous les niveaux d’enseignement - primaire, secondaire et supérieur. 
Astley occupe une place importante dans la littérature australienne car elle est la seule romancière de sa génération à avoir connu un succès rapide et à avoir été publiée régulièrement dans les années 1960 et 1970, à une époque où le monde littéraire était largement dominé par les hommes. 

### Romans
- Girl with a Monkey (1958)
- A Descant for Gossips (1960)
- The Well Dressed Explorer (1962)
- The Slow Natives (1965)
- A Boat Load of Home Folk (1968)
- The Acolyte (1972)
- A Kindness Cup (1974)
- An Item from the Late News (1982)
- Beachmasters (1985)
- It's Raining in Mango (1987)
- Reaching Tin River (1990)
- Vanishing Points (1992)
- Coda (1994)
- The Multiple Effects of Rainshadow (1996)
- Drylands (1999)

### Nouvelles
- Hunting the Wild Pineapple (1979)
- Collected Stories (1997)